# Pouvoir calorifique supérieur
Pour les articles homonymes, voir Pouvoir et HHV.
Le pouvoir calorifique supérieur (PCS, en anglais : higher heating value : HHV) est une propriété des combustibles. Il s'agit de la « quantité d'énergie dégagée par la combustion complète d'une unité de combustible, la vapeur d'eau étant supposée condensée et la chaleur récupérée »
Cette mesure est utile pour comparer des combustibles pour lesquels il est facile de condenser les produits de combustion.
En Europe, le PCS est surtout utilisé dans le domaine gazier.

## Quelques valeurs
| Nom | PCS (MJ/kg) | PCI (MJ/kg) | PCS/PCI | PCI/PCS |
| --- | ----------- | ----------- | ------- | ------- |
| Charbon[1] | 34,1        | 33,3        | 1,024   | 0,977   |
| CO | 10,9        | 10,9        | 1,000   | 1,000   |
| Méthane | 55,5        | 50,1        | 1,108   | 0,903   |
| Gaz naturel[2] | 42,5        | 38,1        | 1,115   | 0,896   |
| Propane | 48,9        | 45,8        | 1,068   | 0,937   |
| Essence[3] | 46,7        | 42,5        | 1,099   | 0,910   |
| Diesel[3] ou FOD | 45,9        | 43,0        | 1,067   | 0,937   |
| Dihydrogène | 141,9       | 120,1       | 1,182   | 0,846   |
| 1. Anthracite, moyenne. 2. En provenance de Groningue, Pays-Bas. 3. Une moyenne des produits vendus au grand public. |             |             |         |         |